# OR8D2
OR8D2 (англ. Olfactory receptor family 8 subfamily D member 2 (gene/pseudogene)) – білок, який кодується однойменним геном, розташованим у людей на короткому плечі 11-ї хромосоми. Довжина поліпептидного ланцюга білка становить 311 амінокислот, а молекулярна маса — 34 857.
| 10         |  | 20         |  | 30         |  | 40         |  | 50         |
| ---------- |  | ---------- |  | ---------- |  | ---------- |  | ---------- |
| MATSNHSSGA |  | EFILAGLTQR |  | PELQLPLFLL |  | FLGIYVVTVV |  | GNLGMIFLIA |
| LSSQLYPPVY |  | YFLSHLSFID |  | LCYSSVITPK |  | MLVNFVPEEN |  | IISFLECITQ |
| LYFFLIFVIA |  | EGYLLTAMEY |  | DRYVAICRPL |  | LYNIVMSHRV |  | CSIMMAVVYS |
| LGFLWATVHT |  | TRMSVLSFCR |  | SHTVSHYFCD |  | ILPLLTLSCS |  | STHINEILLF |
| IIGGVNTLAT |  | TLAVLISYAF |  | IFSSILGIHS |  | TEGQSKAFGT |  | CSSHLLAVGI |
| FFGSITFMYF |  | KPPSSTTMEK |  | EKVSSVFYIT |  | IIPMLNPLIY |  | SLRNKDVKNA |
| LKKMTRGRQS |  | S          |  |            |  |            |  |            |

A: Аланін

C: Цистеїн

D: Аспарагінова кислота

E: Глутамінова кислота

F: Фенілаланін

G: Гліцин

H: Гістидин

I: Ізолейцин

K: Лізин

L: Лейцин

M: Метіонін

N: Аспарагін

P: Пролін

Q: Глутамін

R: Аргінін

S: Серин

T: Треонін

V: Валін

W: Триптофан

Кодований геном білок за функціями належить до рецепторів, g-білокспряжених рецепторів, білків внутрішньоклітинного сигналінгу. 
Локалізований у клітинній мембрані, мембрані.